# الرحى (السويداء)
الرحى قرية سورية تتبع ناحية مركز السويداء في منطقة مركز السويداء في محافظة السويداء. بلغ عدد سكانها 5,711 نسمة في عام 2004 حسب إحصاء المكتب المركزي للإحصاء.